# Hymedesmia gracilisigma
Hymedesmia gracilisigma är en svampdjursart som beskrevs av Topsent 1928. Hymedesmia gracilisigma ingår i släktet Hymedesmia och familjen Hymedesmiidae. Inga underarter finns listade i Catalogue of Life.